# Szpaki (Mazovie)
Pour les articles homonymes, voir Szpaki.
Szpaki (prononciation : [ˈʂpaki]) est un village polonais de la gmina de Dzierzgowo dans le powiat de Mława de la voïvodie de Mazovie dans le centre-est de la Pologne.
Il se situe à environ 7 kilomètres au sud-ouest de Dzierzgowo (siège de la gmina), 17 kilomètres à l'est de Mława (siège du powiat) et à 104 kilomètres au nord de Varsovie (capitale de la Pologne).

## Histoire
De 1975 à 1998, le village appartenait administrativement à la voïvodie de Ciechanów.